# The Young Gods
The Young Gods (TYG) — пост-индустриальная группа из Швейцарии, основанная во Фрайбурге. На выбор названия группу вдохновила песня "Young God" американской группы Swans.
Состав участников (2010):  Franz Treichler (Вокал), Al Comet (сэмплер), Bernard Trontin (ударные) и Vincent Hänni (Гитара).
Продюсером большинства альбомов, а также  „Everybody Knows“ 2010 года выступил швейцарец Роли Мозиман (Roli Mosimann), известный по работам с The The, Faith No More, Marilyn Manson, New Order, Nerve.

## Дискография
- 1987 — The Young Gods
- 1989 — L’Eau Rouge
- 1991 — Play Kurt Weill
- 1992 — T.V. Sky
- 1995 — Only Heaven
- 2000 — Second Nature
- 2007 — Super Ready/Fragmenté
- 2010 — Everybody Knows
- 2019 — Data Mirage Tangram